# DPS2000
O DPS2000, ou Sistema de Sinalização Eletrônica entre Deficientes e Meios de Transporte, é uma solução concebida para melhorar a acessibilidade no transporte público urbano. O sistema permite que um passageiro portador de deficiência (especialmente deficiência visual) possa, através de um transmissor de rádio-frequência portátil, solicitar embarque autonomamente na linha de ônibus desejada, desde que os veículos desta linha estejam equipados com o aparelho receptor do sistema.

## História
A concepção original do Sistema DPS2000 é creditada a Dácio Pedro Simões, representante comercial aposentado. Numa tarde em 1996, Dácio esperava um ônibus num ponto próximo à Praça da Liberdade em Belo Horizonte. Enquanto aguardava, Dácio foi abordado por um jovem cego, que lhe pediu para que sinalizasse embarque ao motorista da linha de ônibus que queria tomar, quando o coletivo chegasse.
Depois de esperar por quase uma hora pelo ônibus do jovem, já tendo deixado passar duas ou três conduções que serviriam a si próprio, Dácio avisou ao rapaz de que não poderia mais aguardar. Mesmo assim, o jovem lhe agradeceu pela gentileza de tê-lo ao menos avisado de que o estaria abandonando no ponto, pois, segundo ele, frequentemente aqueles que se prestam a ajudar os cegos nos pontos de ônibus vão embora e os deixam sozinhos acreditando que a ajuda está garantida. 
Pouco tempo após Dácio embarcar em seu ônibus, tendo de deixar o jovem cego sozinho no ponto, um forte temporal caiu sobre a cidade, fazendo com que o aposentado imaginasse a difícil situação do rapaz sozinho, sem abrigo da chuva e sem ter como identificar seu ônibus. Este episódio o fez refletir, de maneira geral, sobre a condição dos deficientes visuais no acesso ao transporte público em seu cotidiano.
Daquele dia em diante, Dácio se proporia a fazer tudo o que estivesse ao seu alcance no sentido de amenizar as dificuldades enfrentadas pelas pessoas cegas ao tomar ônibus. Após considerar várias possibilidades para solucionar o problema, incluindo a utilização de placas ou letreiros luminosos que pudessem ser usados pelos deficientes para solicitar embarque aos motoristas de ônibus, Dácio concebeu um sistema de sinalização remoto que funcionaria através de sinais de rádio. 
A ideia seria dotar os ônibus de um receptor de rádio-frequência capaz de detectar a sinalização proveniente de transmissores portáteis, que seriam utilizados individualmente pelos deficientes visuais para sinalizar embarque no coletivo desejado. A adoção da rádio-frequência, na concepção do inventor, garantiria que os motoristas sempre recebessem a solicitação de embarque do passageiro, mesmo que houvesse obstáculos visuais entre o ônibus e o ponto de parada adiante.
Através da apresentação informal da ideia deste sistema em um encontro que definiria projetos a serem incubados em Minas Gerais, Dácio conseguiu chamar a atenção do Sebrae, por intermédio do qual conseguiu verba para desenvolver seu primeiro protótipo, construído em 1998 através de parceria com o Instituto Nacional de Telecomunicações no Vale da Eletrônica, localizado no sul do Estado de Minas Gerais.
O protótipo original teve seu funcionamento validado em testes de laboratório, mas o projeto ainda carecia de recursos que melhorassem sua usabilidade. O primeiro transmissor portátil construído tinha um teclado, através do qual o usuário digitaria o número da linha que desejasse tomar, e um visor de cristal líquido, por meio do qual o passageiro poderia confirmar se a linha fora digitada corretamente (com a ajuda de alguma pessoa que enxergasse). Por não conseguir eliminar completamente os laços de dependência que os passageiros cegos continuariam tendo ao ter de pegar ônibus, Dácio procurou a Universidade Federal de Minas Gerais para obter suporte de pesquisa e desenvolvimento.
Em 2001, o projeto já tinha sido batizado de "DPS2000" (usando a sigla das iniciais de seu inventor, por sugestão dos alunos do Instituto São Rafael, escola para cegos em Belo Horizonte onde Dácio buscava a consultoria dos prováveis futuros usuários de sua solução). Nesse ano, iniciou-se a parceria com o Dr. Julio Cezar David de Melo, pesquisador do Departamento de Engenharia Eletrônica da UFMG, que traria ao projeto os contornos de sua atual concepção, com o visor de cristal líquido tendo sido substituído por uma interface vocal, através de menus de áudio que seriam navegados pelos usuários por meio de botões direcionais.

## Funcionamento do Sistema
A concepção atual do sistema, que foi implantado pela primeira vez na cidade de Jaú no interior de São Paulo em novembro de 2010, segue a ideia original de Dácio Pedro Simões: um receptor de rádio-frequência, instalado em cada ônibus, avisa o motorista sempre que detecta a 100 metros de distância a solicitação de embarque emitida pelo passageiro deficiente que porta o transmissor portátil do sistema.
O receptor, ao detectar o sinal, compara o código recebido com aquele programado em sua memória. Dessa forma, o aparelho pode determinar se a solicitação de embarque recebida é destinada à linha de ônibus em que o equipamento está instalado. Se assim for, o aparelho avisa ao motorista, por meio de indicações visuais e sonoras, que há um deficiente no próximo ponto solicitando embarque em seu ônibus.
O equipamento receptor possui uma caixa de som acoplada, posicionada junto à porta de embarque do ônibus. Quando é feita a parada, essa caixa de som vocaliza repetidamente o número da linha que acabou de chegar. Esse alerta sonoro emitido pelo ônibus é o que alerta o deficiente visual para saber que sua condução chegou. Além disso, a repetição contínua do anúncio permite que o passageiro identifique em que direção o ônibus parou, para que possa localizar pela audição onde está a porta de embarque do coletivo.
A repetição contínua do anúncio pela caixa de som do ônibus persiste até que o ônibus se afaste do passageiro ou que este desligue seu aparelho transmissor portátil, indicando que já embarcou com segurança.

## Implantação Pioneira
Apesar de ter sido concebido em Belo Horizonte, Minas Gerais, o primeiro município brasileiro a experimentar o Sistema DPS2000 foi Jaú, cidade localizada no centro-oeste paulista.
Através da mobilização do presidente do Conselho Municipal dos Direitos da Pessoa com Deficiência da cidade, Estevam Rogério da Silva, a equipe da Secretária Municipal dos Direitos da Pessoa com Deficiência e Idosos, Dra. Caroline de Toledo Franceschi apresentou ao prefeito Osvaldo Franceschi Júnior a proposta de realizar um teste piloto do DPS2000 no município. 
Após a bem-sucedida conclusão dos primeiros testes do sistema, realizados em três linhas do transporte coletivo jauense  entre março e abril de 2010, o prefeito assinou, em 30 de junho   do mesmo ano, contrato para a implantação do DPS2000 em todos os 61 ônibus da frota urbana do município.
Além disso, 50 transmissores portáteis foram adquiridos pela Secretaria, para distribuição gratuita a deficientes, idosos e analfabetos usuários do transporte coletivo, mediante a realização de um cadastramento prévio.
A implantação pioneira do Sistema DPS2000 em Jaú foi concluída em novembro de 2010, depois de efetuado treinamento envolvendo todos os motoristas das linhas de ônibus urbanos da cidade. 

## Cidades que já adotaram o DPS2000
Em dezembro de 2012, três cidades brasileiras já haviam implantado o sistema DPS2000 em caráter definitivo. Além de Jaú, Araucária/PR e Limeira/SP também tornaram o transporte coletivo acessível às pessoas com deficiência visual através desta tecnologia.
Em Araucária, foi formada em 2011 uma ação conjunta entre a CMTC (Companhia Municipal de Transporte Coletivo de Araucária) e a Viação Tindiquera, permissionária do transporte coletivo local, para conduzir a implantação do sistema no Sistema de Transporte Integrado de Araucária (Triar).  A instalação foi gradual e a implantação do sistema foi acompanhada de treinamento dos motoristas, fiscais de tráfego e dos passageiros atendidos pelo Centro de Atendimento Especializado Área Visual (CAE-AV). 
A cidade de Limeira tornou-se em dezembro de 2012 a terceira cidade brasileira a tornar seus ônibus acessíveis aos deficientes visuais. Após a realização de uma visita técnica a Jaú para conhecer o sistema, o vereador Ronei Martins propôs uma emenda orçamentária que foi aprovada para a aquisição dos equipamentos do DPS2000 pelo município.  Toda a frota do transporte coletivo foi equipada, e 130 passageiros com deficiência visual foram inicialmente atendidos, recebendo da prefeitura os aparelhos transmissores do sistema, sem custos. 
O sistema será testado na linhas municipais de Guarulhos/SP a partir de novembro.